# Bewitched, Bothered and Bewildered
Bewitched, Bothered and Bewildered è una canzone dal musical Pal Joey, debuttato a Broadway nel 1940 con musiche di Richard Rodgers e parole di Lorenz Hart. La canzone ha goduto di un grande successo al di là del musical teatrale, ed è stata cantata in concerto e incisa su disco da numerosi artisti di generi differenti.
Nel musical viene cantata da Vera Simpson nella sesta scena del primo atto e poi brevemente ripresa nella quarta scena del secondo: Vera lamenta il suo amore non corrisposto per il protagonista, con la patina di cinismo che la contraddistingue.

## Interpreti
- Vivienne Segal (prima produzione di Broadway)
- Rita Hayworth
- Doris Day
- Ella Fitzgerald
- Frank Sinatra
- June Christy
- Julie Andrews
- Sarah Vaughan
- Diana Ross e le Supremes
- Anita O'Day
- Barbra Streisand
- Marin Mazzie
- Lady Gaga & Tony Bennett
- Donna Murphy
- Stockard Channing
- Patti LuPone
- Jamie Parker e Samuel Barnett
- Betty Buckley
- Kristin Chenoweth
- Siân Phillips
- Alexis Smith
- Lena Horne
- Jeff Lynne
- Justin Vernon
- Lara Fabian
- Rufus Wainwright
- Céline Dion
- Viveca Lindfors
- Glenn Close
- Christine Andreas
- Rufus Wainwright
- Sinead O'Connor
- Debbie Shapiro Gravitte
- Simona Molinari
- Susan Egan
- Twiggy Lawson
- Cliff Richard
- Simone Kopmajer
- Tony Hadley
- Joey McIntyre
- Ronnie Milsap
- Boz Scaggs
- Denise Perrier
- Silje Nergaard
- Judy Collins
- Patti LaBelle
- Charlie Watts
- Laura Fygi
- Carly Simon
- Linda Ronstadt
- Rosemary Clooney
- Helen Merrill
- Tony Bennett
- Julie London
- Ann Richards
- Ruth Brown
- Vivian Blaine
- Sugarpie & The Candymen
- Joaquin Phoenix e Lady Gaga (Joker: Folie à Deux (Music from the Motion Picture), 2024)